# Mahmud Qurbanov
Maxmud Qurbanov (Gəncə, 10 maggio 1973) è un allenatore di calcio ed ex calciatore azero, di ruolo centrocampista.
È citato anche come Maxmud Qurbanov.

## Carriera

### Club
Ha giocato nella massima serie del campionato azero, iraniano e ucraino.

### Nazionale
Debutta nel 1994 con la Nazionale azera, giocando 71 partite fino al 2008.